# لعل (جوهرة)
اللعل والإسبينل والبَلَخْش وياقوت رماني من الأحجار الكريمة المشهورة منذ زمن بعيد. وهناك ألوان متعددة منه مثل الأزرق والأصفر والأحمر والبنفسجي والقرنفلي والأخضر والأسود، وتُسبب هذه الألوان مجموعة من الشوائب المعدنية المختلفة مثل الحديد والكروم والزنك والنحاس. وكان الإسبينل يعرف بياقوت بالاس في السابق.
يتميز الإسبينل بتألقه الضوئي الشديد، كما أنه يبقى دون تغيير لسنوات طويلة. ولكنه قد يتضمن أحياناً بلورات دقيقة ذات ألوان متعددة يُطلق عليها «البرق» و غالباً تكون من مادة الماغينتيت، وهي عبارة عن أكسيد الحديد الأسود. وبالطبع إن هذا يُقلل من قيمة الإسبينل لأنه يحتاج إلى مجهود كبير لصقله، وجعله صالحاً لأن يُصبح من الجواهر الثمينة. و تبلغ صلابة الإسبينل 8 على مقياس موهس ويبلغ وزنه النوعي 3.5 إلى 4.1 و تتنوع ألوانه من عديم اللون والأحمر والأزرق والأخضر والأصفر والبني والأسود. وكان هناك نوع منه أبيض وكان يستخرج من ما يعرف الآن باسم سري لانكا لكنه انقرض ونفد الآن وكان طبقة سطحية.
ويوجد الإسبينل كمعدن متحول وأيضاً كمعدن أولي في الصخور النارية النادرة. ففي هذه الصخور النارية تفتقر الصهارة للقلويات المرتبطة بالألومنيوم ويمكن لأكسيد أن يكون معدن الكورندوم أو يتحد مع المغنيسيا ويكون الإسبينل. وهذا هو السبب في تواجد الإسبينل والياقوت في الطبيعة معاً.
ويشيع وجود الإسبينل Mg,Fe)(Al,Cr)2O4) على سبيل المثال MgAl2O4 في البريدوتايت في أعلى وشاح الأرض بين الموهو وعمق 70 كيلومتر. وتحت هذا العمق يصبح الإسبينل إن وجد غنياً بالكروم بشكل متزايد مع تزايد العمق ويصبح العقيق الغني بالبيروب أكثر المعادن الألوميونيومية ثباتاً واستقراراً في البريدوتايت. وفي الأعماق الأقل من الموهو يكون البلاجيوكلاز الكلسي هو معدن الألومنيوم الأكثر ثباتاً واستقراراً في البريدوتايت.

## تركيبه الكيميائى
أحجار الإسبينل هي اى حجر من طبقة المعادن يتبلور بالنظام الأيزومتري بشكل ثماني (مثمن) الأسطح. و تركيبه الكيميائي العام هو MgAl2O4 أو (X)(Y)2O4 حيث يمثل الإكس الكاتيونات التي تشغل المواقع الرباعية السطوح المثلثية والواى يمثل الكاتيونات التي تشغل المواقع ثمانية الأسطح.و يمكن للكاتيونات الثنائية التكافؤ والثلاثية التكافؤ والرباعية التكافؤ ان تشغل مواقع إكس وواى و تحتوى على الماغنسيوم والخارصين (الزنك) و الحديد والمنجنيز و الالومنيوم والكروم و التيتانيوم والسليكون. و تترتب آنيونات الأكسجين في بنيان مكعب.و في بنيان الاسبينيل الطبيعى تشغل كاتيونات إكس المواقع الرباعية السطوح وكاتيونات واى تشغل المواقع ثمانية الأسطح. و في الإسبينل المعكوس أو المقلوب فان نصف كاتيونات واى تشغل المواقع الرباعية السطوح وكل من كاتيونات إكس وواى يشغلان معا المواقع الثمانية الأسطح.

## أنواع الإسبينل
أكثر أنواع الإسبينل التي تلقى رواجاً كبيراً هي الحمراء لأنها تُشبه إلى حد كبير الياقوت. يوجد الإسبينل على شكل بلورات ثمانية في الصخور المتحولة التي تغيرت بتأثير الضغط العالي والحرارة اللافحة. ويسمى الاسبينيل الأحمر الشفاف باسم الاسبينيل الياقوتى أو ياقوت الاسبينيل أو ياقوت بالاس وقد كان يختلط قديما مع الياقوت ويصعب التمييز بينهما وبالاس هو الاسم القديم لبدخشان الحالية وهي منطقة تقع في وسط اسيا عند الوادى الأعلى لنهر الكوكشا وهو أحد المنابع الرئيسة لنهرالأوكسوس.
وهناك نوع أزرق من الاسبينيل يسمى الاسبينيل الكوبالتى لكنه نادر. ولأن الإسبينل المخلق (المقلد) يستعمل عادة في فصوص خواتم احجار الميلاد فان الناس لما يسمعون كلمة اسبينيل يتبادر إلى اذهانهم النوع المقلد ذلك لانهم لم يروا الحجر الاصلى قط. و يعزى سبب كثرة تقليده إلى ندرته الشديدة جدا حتى مقارنة بالياقوت.

## جواهر
عرف الإسبينل كحجر كريم منفصل ومستقل في بورما (ميانمار الحالية) في عام 1587. بينما ظلت البلدان الأخرى تخلط بينه وبين الياقوت. تعتبر جوهرة الإسبينل السمارية Samarian spinel أكبر جوهرة اسبينيل معروفة في العالم وتزن 500 قيراطا. و من جواهر الإسبينل المشهورة أيضا ياقوتة الأمير الأسود وهي إحدى جواهر التاج البريطانى وتزن 170 قيراطا وهي ذات تاريخ طويل فقد ارتداها هنرى الخامس على خوذته الحربية. و كذلك ياقوته تيمور وهي تزن 361 قيراطا وهي من مجوهرات الملكة إليزابيث الثانية ومنقوش عليها أسماء مالكيها السابقين من أباطرة المغول وكلاهما من الإسبينل الأحمر.

## أماكن تواجده
و يستخرج الاسبينيل من مناجم في طاجيكستان وسريلانكا وبورما وتنزانيا والهند وتايلاند وأستراليا والسويد والبرازيل والولايات المتحدة.